# Der Ruf
Der Ruf ('La llamada', título internacional The Last Illusion, 'La última ilusión') es una película dramática alemana de 1949 dirigida por Josef von Báky. Participó en el Festival de Cannes de 1949.

## Reparto
- Fritz Kortner como el profesor Mauthner.
- Johanna Hofer como Lina.
- Rosemary Murphy como Mary.
- Lina Carstens como Emma.
- William Sinnigen como Elliot
- Michael Murphy como Spencer.
- Ernst Schröder como Walter.
- Paul Hoffmann como Fechner.
- Arno Assmann como Kurt.
- Charles Régnier como Bertram.
- Alwin Edwards como Homer.
- Harald Mannl como Fraenkl.